# 마이클 매켈해튼
마이클 매켈해튼(Michael McElhatton, 1963년 ~ )은 아일랜드의 배우이다.

## 출연 작품

### 영화
- 제인 도
- 주키퍼스 와이프
- 더 포리너 - 짐 카바나 역
- 가드

### 드라마
- 지니어스 (National Geographic) - 필립 레나드 박사 역